# Тунисский франк
Тунисский франк (фр. Franc tunisien, араб. فرنك تونسي‎) — денежная единица французского протектората Тунис в 1891—1956 годах и независимого государства Тунис в 1956—1958 годах.

## История
До введения тунисского франка денежной единицей Туниса был тунисский риал. В 1887 году был установлен курс риала к французскому франку: 25 риалов = 15 франков, на золотых монетах в 25 риалов номинал обозначался также во франках (15 F).
1 июля 1891 года введён тунисский франк, заменивший риал в соотношении: 1 риал = 0,60 франка. В том же году начат выпуск в обращение монет во франках и сантимах. В 1903 году французский Банк Алжира начал выпуск банкнот для Туниса. На банкноты наносилась надпечатка «Tunisie».
В 1918—1921 и 1943 годах выпускались банкноты мелких номиналов Генеральной дирекции финансов Туниса.
В 1949 году Банк Алжира переименован в Банк Алжира и Туниса, начат выпуск банкнот с новым названием банка.
18 октября 1958 года принят закон о проведении денежной реформы и введении новой денежной единицы — тунисского динара. 3 ноября 1958 года начал операции Центральный банк Туниса и официально введён в обращение динар, 1000 тунисских франков = 1 динар. Франк потерял силу законного платёжного средства 22 февраля 1959 года.

## Монеты
Чеканка монет начата в 1891 году. Первоначально чеканились монеты в 1, 2, 5, 10, 50 сантимов, 1, 2, 10, 20 франков. Позже чеканились монеты и других номиналов: 20, 25 сантимов, 5, 50, 100 франков.

## Банкноты
Выпускались банкноты:
- Банка Алжира с надпечаткой «Тунис»: 5, 20, 50, 100, 500, 1000, 5000 франков,
- Банка Алжира и Туниса: 20, 50, 100, 500, 1000, 5000 франков,
- Генеральной дирекции финансов Туниса: 50 сантимов, 1, 2 франка[4].